# Sigurd von Koch
Richert Sigurd Valdemar von Koch, född 28 juni 1879 på Ägnö i Stockholms skärgård, död 16 mars 1919 i Stockholm, var en svensk musikanmälare, målare, diktare, kompositör och musiker (piano).
Han var son till författaren och överstelöjtnanten Richert Vogt von Koch och friherrinnan Agathe Henriette Wrede af Elimä, samt bror till Ebba von Koch, Frances Wachtmeister, Helge von Koch och Halfred von Koch. Han gifte sig 1904 med konstnären Karin Magnell och var far till kompositören Erland von Koch. 
von Koch bedrev musik- och konststudier i Tyskland. Som konstnär har han företrädesvis målat lyriskt betonade skärgårdslandskap. Bland hans kompositioner märks några kammarmusikverk, främst pianokvintetten i F-dur från 1916, och ca 250 solosånger.
Han avled 39 år gammal i spanska sjukan. Sigurd von Koch är begravd på Norra begravningsplatsen utanför Stockholm.

## Filmmanus
- 1915 – Minlotsen